# Juvigny-sur-Seulles
Juvigny-sur-Seulles é uma comuna francesa na região administrativa da Normandia, no departamento Calvados. Estende-se por uma área de 3,64 km². Em 2010 a comuna tinha 83 habitantes (densidade: 22,8 hab./km²).